# Juncus stenopetalus
Juncus stenopetalus är en tågväxtart som beskrevs av Robert Stephen Adamson. Juncus stenopetalus ingår i släktet tåg, och familjen tågväxter. Inga underarter finns listade i Catalogue of Life.